# Eriksholmen
Eriksholmen est une île norvégienne dans le comté de Hordaland. Elle appartient administrativement à Fitjar.

## Géographie
Rocheuse et couverte d'une légère végétation, à fleur d'eau, elle s'étend sur environ 105 m de longueur pour une largeur approximative de 56 m. 